# Şebnem Taşkan
Şebnem Taşkan (* 26. Oktober 1994 in Hamburg) ist eine ehemalige deutsch-türkische Fußballspielerin.

## Karriere

### Verein
Taşkan spielte für den Bramfelder SV. Ihr letztes Spiel für den Verein fand am 21. Mai 2017 statt.

### Nationalmannschaft
Taşkan entschied sich für die
türkische Frauenfußballnationalmannschaft zu spielen. Sie gab ihr Debüt am 6. April 2017 im Qualifikationsspiel zur FIFA Frauen-Weltmeisterschaft 2019 gegen
Montenegro.